# Experiment de la presó de Stanford
L'experiment de la presó de Stanford és un conegut estudi psicològic sobre la influència d'un ambient extrem, la vida a la presó, en les conductes desenvolupades per les persones, dependent dels rols socials que desenvolupaven (captiu, guàrdia). Va ser dut a terme el 1971 per un equip d'investigadors liderat per Philip Zimbardo de la Universitat Stanford. Es van reclutar voluntaris que exercirien els rols de guàrdies i presoners en una presó fictícia. No obstant això, l'experiment se'ls va escapar de les mans i es va cancel·lar en la primera setmana.
Les preocupacions ètiques que envolten als experiments famosos sovint estableixen comparacions amb l'experiment de Milgram, que va ser dut a terme el 1963 a la Universitat Yale per Stanley Milgram, un antic amic de Zimbardo.

## Metes i mètodes de l'experiment
L'estudi va ser subvencionat per l'Armada dels Estats Units, que buscava una explicació als conflictes en el seu sistema de presons i en el del Cos de Marines dels Estats Units. Zimbardo i el seu equip van intentar provar la hipòtesi que els guàrdies de presons i els convictes s'autoseleccionaven, a partir d'una certa disposició que explicaria els abusos comesos freqüentment a les presons.
Els participants van ser reclutats per mitjà d'anuncis en els diaris i l'oferta d'una paga de 15 dòlars diaris (equivalent a 88,5 dòlars diaris al 2015) per participar en la «simulació d'una presó». Dels 70 candidats que van respondre a l'anunci, Zimbardo i el seu equip van seleccionar als 24 que van estimar més saludables i estables psicològicament. Els participants eren predominantment blancs, joves i de classe mitjana. Tots eren estudiants universitaris.
El grup de 24 joves va ser dividit aleatòriament en dues parts: els «presoners» i els «guàrdies». Més tard els presoners dirien que els guàrdies havien estat triats per tenir la complexió física més robusta, encara que en realitat se'ls va assignar el paper mitjançant el llançament d'una moneda i no hi havia diferències objectives d'alçada o complexió entre els dos grups.
La presó fictícia es va instal·lar en el soterrani del Departament de psicologia de la Universitat Stanford. Un investigador assistent en seria el «director» i Zimbardo el «superintendent».
Zimbardo va establir diverses condicions específiques que esperava provoquessin la desorientació, la despersonalització i la desindividualització.
Els «guàrdies» van rebre porres i uniformes caqui d'inspiració militar, que havien escollit ells mateixos en un magatzem militar. També se'ls van proporcionar ulleres de mirall per impedir el contacte visual (Zimbardo va dir que va prendre la idea de la pel·lícula Cool hand Luke - La llegenda de l'indomable). A diferència dels presoners, els guàrdies treballarien per torns i tornarien a casa durant les hores lliures, encara que durant l'experiment molts es van prestar voluntaris per fer hores extra sense paga addicional.
Els «presoners» havien de vestir només bates de mussolina (sense calçotets) i sandàlies amb talons de goma, que Zimbardo va escollir per forçar-los a adoptar «postures corporals no familiars» i contribuir a la seva incomoditat per provocar la desorientació. Se'ls designaria per números en lloc de pels seus noms. Aquests números estaven cosits als seus uniformes. A més, havien de portar mitges de niló al cap per simular que tenien els caps rapats, a semblança dels reclutes en entrenament. A més, portarien una petita cadena al voltant dels seus turmells com a «recordatori constant» del seu empresonament i opressió.
El dia anterior a l'experiment, els guàrdies van assistir a una breu reunió d'orientació, però no se'ls van proporcionar altres regles explícites a part de la prohibició d'exercir la violència física. Se'ls va dir que era la seva responsabilitat dirigir la presó, la qual cosa podien fer de la forma que creguessin més convenient.

Zimbardo va transmetre les següents instruccions als «guàrdies»:
| « | Podeu produir por, fins a cert punt, en els presoners que s'avorreixin, podeu crear una noció d'arbitrarietat i de que la seva vida està totalment controlada per nosaltres, pel sistema, vosaltres i jo, i de què no tindran privacitat... Els despullarem de la seva individualiutat de vàries formes. En general, tot això conduirà a un sentiment d'impotència. És a dir, en aquesta situació tindrem tot el poder i ells no en tindran cap.— video The Stanford Prison Study, citat a Haslam & Reicher, 2003. | » |

 Als participants que havien estat seleccionats per exercir el paper de «presoners» se'ls va dir simplement que esperessin a les seves cases fins que els anéssim a buscar el dia que comencés l'experiment. Sense previ avís van ser «imputats» per robatori a mà armada i arrestats per policies reals del departament de Palo Alto, que van cooperar en aquesta part de l'experiment.
Els presoners van passar un procediment complet de detenció per la policia, incloent la presa d'empremtes dactilars, la realització d'una fotografia per ser fitxats, i que se'ls llegissin els seus drets Miranda. Després d'aquest procés van ser traslladats a la presó fictícia, on van ser inspeccionats nus, «espollats» i se'ls van donar les seves noves identitats.

## Resultats
L'experiment es va descontrolar ràpidament. Els presoners van sofrir —i van acceptar— un tractament sàdic i humiliant per part dels guàrdies, i al final molts mostraven greus trastorns emocionals.
Després d'un primer dia relativament anodí, el segon dia es va desencadenar un motí. Els guàrdies es van prestar com a voluntaris per fer hores extres i dissoldre la revolta, atacant als presoners amb extintors sense la supervisió directa de l'equip investigador. A partir d'aquest moment, els guàrdies van tractar de dividir els presoners i enfrontar-los situant-los en blocs de cel·les dividides en «bons» i «dolents», per fer-los creure que hi havia «informants» entre ells. Aquesta treta va ser molt efectiva, doncs no es van tornar a produir rebel·lions a gran escala. D'acord amb els consellers de Zimbardo, aquesta tàctica havia estat emprada amb èxit també en presons reals dels Estats Units.
Els «recomptes» de presoners, que havien estat ideats inicialment per ajudar els presoners a familiaritzar-se amb els seus nombres identificatius, van evolucionar cap a experiències traumàtiques en les quals els guàrdies turmentaven als presoners i els imposaven càstigs físics que incloïen exercicis forçats.
Es van abandonar ràpidament la higiene i l'hospitalitat. El dret d'anar al lavabo va passar a ser un privilegi que podia, com freqüentment ocorria, ser denegat. Es va obligar a alguns presoners a netejar lavabos amb les seves mans nues. Es van retirar els matalassos de les cel·les dels «dolents» i també es va forçar als presoners a dormir nus al terra, de formigó. El menjar també era negat freqüentment com a mesura de càstig. També els van obligar a anar nus com a humiliació.
El propi Zimbardo ha citat la seva pròpia implicació creixent en l'experiment, que va guiar i en el que va participar activament. En el quart dia, ell i els guàrdies van reaccionar davant el rumor d'un pla de fugida intentant traslladar l'experiment a un bloc de cel·les reals en el departament local de policia perquè era més «segur». La policia va refusar la seva petició, al·legant preocupacions per l'assegurança i Zimbardo recorda haver-se enfadat i disgustat per la falta de cooperació de la policia.
A mesura que l'experiment va evolucionar, molts dels guàrdies van incrementar el seu sadisme, particularment a la nit, quan pensaven que les càmeres estaven apagades. Els investigadors van veure aproximadament a un terç dels guàrdies mostrant tendències sàdiques «genuïnes». Molts dels guàrdies es van enfadar quan l'experiment va ser cancel·lat.
Un argument que va fer servir Zimbardo per donar suport a la seva tesi que els participants havien internalitzat els seus papers va ser que, quan se'ls va oferir la «llibertat condicional» a canvi de tota la seva paga, la majoria dels presoners va acceptar el tracte. Però quan la seva llibertat condicional va ser «rebutjada», cap va abandonar l'experiment. Zimbardo afirma que no tenien cap raó per seguir participant si eren capaços de rebutjar la seva compensació material per abandonar la presó.
Els presoners van començar a mostrar desordres emocionals aguts. Un presoner va desenvolupar una granellada psicosomàtica en tot el seu cos en assabentar-se que la seva «llibertat condicional» havia estat rebutjada (Zimbardo la va rebutjar perquè pensava que es tractava d'una estratagema perquè el traguessin de la presó). Els plors i el pensament desorganitzat es van tornar comuns entre els presoners. Dos d'ells van sofrir traumes tan severs que van ser retirats de l'experiment i van ser reemplaçats.
Un dels presoners de reemplaçament, el presoner número 416, va quedar horroritzat pel tractament dels guàrdies i va emprendre una vaga de fam. El van recloure en confinament solitari en un petit compartiment durant tres hores en les quals el van obligar a sostenir les salsitxes que havia rebutjat menjar. La resta dels presoners el van veure com un esvalotador que buscava causar problemes. Per explotar aquest aspecte, els guàrdies els van oferir dues opcions: podien o bé donar les seves mantes o deixar al presoner número 416 en confinament solitari durant tota la nit. Els presoners van escollir conservar les seves mantes. Posteriorment Zimbardo va intervenir per fer que 416 tornés a la seva cel·la.
Zimbardo va decidir acabar l'experiment prematurament quan Christina Maslach, una estudiant de postgrau no familiaritzada amb l'experiment, va objectar que la «presó» mostrava unes pèssimes condicions, després de ser-hi introduïda per fer-hi entrevistes. Zimbardo es va adonar que, de les més de cinquanta persones externes a l'experiment que havien vist la presó, ella va ser l'única que va qüestionar la seva moralitat. Després de sis dies, vuit abans del previst, l'experiment va ser cancel·lat.

## Conclusions
S'ha dit que el resultat de l'experiment demostra la impresionabilitat i l'obediència de les persones quan se'ls proporciona una ideologia legitimadora i el suport institucional. També ha estat usat per il·lustrar la teoria de la dissonància cognitiva i el poder de l'autoritat.
En psicologia se sol dir que el resultat de l'experiment recolza les teories de l'atribució situacional de la conducta en detriment de l'atribució disposicional. En altres paraules, se suposa que va ser la situació la que va provocar la conducta dels participants i no les seves personalitats individuals. D'aquesta forma seria compatible amb els resultats del també famós experiment de Milgram, en el qual gent ordinària complia les ordres d'administrar presumptes xocs elèctrics fatals a un company de l'experimentador.
Casualment, poc després de la finalització de l'estudi es van produir motins sagnants a les presons de San Quentin i d'Attica, i Zimbardo va comunicar els seus descobriments al Comitè judicial dels Estats Units.

## Crítiques a l'experiment
L'experiment va ser àmpliament criticat per la seva falta d'ètica i considerat als límits del mètode científic. Els crítics incloïen Erich Fromm, que va qüestionar si es podrien generalitzar els resultats de l'experiment.
Com va ser un treball de camp, va ser impossible dur a terme els controls científics tradicionals. Zimbardo no va ser un simple observador neutral, sinó que va controlar la direcció de l'experiment com a «superintendent». Les conclusions i les observacions dels investigadors van ser molt subjectives i basades en anècdotes, i l'experiment és molt difícil de reproduir per altres investigadors.
Alguns dels crítics de l'experiment argumenten que els participants basaven la seva conducta en com s'esperava que es comportessin o que la van modelar d'acord amb els estereotips que ja tenien sobre presoners i guàrdies. En altres paraules, els participants realitzaven un joc de rol. Com a resposta, Zimbardo va declarar que, tot i que inicialment pogués haver estat un joc de rol, els participants van internalitzar els seus papers a mesura que l'experiment es desenvolupava.
L'experiment va ser criticat també per la seva dubtosa validesa de context. Moltes de les condicions imposades a l'experiment van ser arbitràries i poden no estar correlacionades amb les condicions reals de les presons, incloent l'arribada dels «presoners» amb els ulls embenats, fer-los vestir solament bates, no permetre'ls vestir roba interior, impedir-los mirar a través de finestres i prohibir-los usar els seus noms reals. Zimbardo es va defensar d'aquestes crítiques declarant que la presó és una experiència confusa i deshumanitzant, i que era necessari impulsar aquests procediments per donar als «presoners» les condicions mentals adequades; però és difícil saber com de similars són aquests efectes als d'una veritable presó, i les condicions de l'experiment són difícils de reproduir exactament perquè altres investigadors puguin arribar a conclusions cnclusives en aquest respecte.
Algunes crítiques indiquen que l'estudi va ser massa determinista. Els informes descriuen diferències significatives en la crueltat dels guàrdies, el més cruel dels quals va ser anomenat «John Wayne» pels presoners, però uns altres van ser més amables i sovint van concedir favors als presoners. Zimbardo no va realitzar cap intent d'explicar aquestes diferències.
Finalment, la mostra va ser molt petita, de només 24 participants en un període relativament petit. I atès que els 24 interactuaven en un mateix grup, pot ser que sigui més correcte considerar la grandària de la mostra com a 1.
Haslam i Reicher (2003), psicòlegs de la Universitat d'Exeter i la Universitat de St. Andrews, van dur a terme una repetició parcial de l'experiment amb l'assistència de la BBC, que va televisar escenes de l'estudi en un xou d'impacte anomenat «L'experiment». Els resultats i conclusions van ser molt diferents als de Zimbardo. Tot i que el seu procediment no va ser una rèplica exacta del de Zimbardo, el seu estudi llança nous dubtes sobre la possibilitat de generalitzar-ne les seves conclusions.

## Cultura popular
- Una novel·la de 1999 de l'autor alemany Mario Giordano titulada Black Box es va inspirar en l'experiment de Stanford.
- El 2001 la BBC va realitzar un documental, The Experiment, que recreava l'experiment amb voluntaris. Es va aturar per preocupacions sobre el benestar dels participants.[2]
- Das Experiment (L'experiment), una pel·lícula alemanya del director Oliver Hirschbiegel rodada en 2001, està basada en la novel·la de Mario Giordano, que al mateix temps s'inspira en aquest experiment.
- The Black Box, una obra adaptada de Das Experiment, va ser dirigida per Anthony S. Beukas. En ella van actuar membres de la Yeshiva College Dramatics Society de la Universitat de Yeshiva al desembre de 2005.
- El relat de l'experiment va a ser filmat per Christopher McQuarrie, guanyador d'un Oscar pel guió de Sospitosos habituals, a partir d'un guió que va escriure amb Tim Talbott.
- El 27 d'octubre de 2006, la productora de Madonna va detenir la producció d'una pel·lícula sobre l'experiment.[3]
- L'episodi My Big Fat Greek Rush Week de la sèrie de televisió Veronica Mars va realitzar una al·lusió a l'experiment quan varis dels seus personatges principals van participar en una recreació del mateix. En particular, hi ha dos personatges que actuen de forma similar a com ho van fer el «Presoner número 416» i «John Wayne».
- L'episodi Not for nothing de la sèrie Life gira entorn d'una reproducció de l'experiment de la presó de Stanford.
- La pel·lícula nord-americana de 2010 titulada The Experiment, protagonitzada per Adrien Brody, és un remake de Das Experiment.
- El cas investigat en el tercer episodi de la vuitena temporada de la sèrie Castle transcorre en una Universitat que està recreant el mateix experiment, quan un dels reclusos apareix assassinat en l'exterior del complex.
- El manga Prison School, fa al·lusió a aquest experiment en el qual estudiants femenines es converteixen en guàrdies temporals de tres presoners.
- La pel·lícula nord-americana de 2015 The Stanford Prison Experiment, dirigida per Kyle Patrick Alvarez i basada directament en l'experiment.